# Un drago, un orso ed altri animali
Un drago, un orso ed altri animali (Als je begrijpt wat ik bedoel) è un film del 1983 diretto da Bert Kroon, Harrie Geelen e Bjørn Frank Jensen. È il primo lungometraggio d'animazione prodotto nei Paesi Bassi, ed è tratto dalla celebre striscia a fumetti Tom Poes di Marten Toonder (in particolare dalla storia del 1957 "De zwelbast"). La pellicola fu distribuita in patria il 3 febbraio 1983 dalla VNF, mentre la versione italiana (basata su quella statunitense) fu trasmessa su Rai 1 il giorno di Santo Stefano del 1995.

## Trama
In una notte tempestosa, il cane maggiordomo Host sta leggendo un libro che dice che le tempeste sono causate dai draghi. Iniziando a credere che sia vero, sveglia il padrone del castello, un orso di nome Oliver B. Bumble, e gli mostra il libro. Lo scettico Ollie legge inavvertitamente un incantesimo che evoca un drago nel loro giardino, senza che loro lo vedano. Dopo la tempesta i due vedono tracce di drago sul terreno, e Host va dalla vicina di casa Kit Cat per raccontarle tutto. Cercando prove dell'arrivo del drago, Host e Kit Cat trovano un oggetto sferico e lo portano a Ollie, il quale presume che si tratti di un pallone da spiaggia. Nel frattempo, in un bar locale, i cani banditi Bul Super e Hiep Hieper stanno progettando una rapina a una festa che si terrà a casa di Ollie la sera successiva. Entrambi sono stati assunti come portinai.
La mattina dopo, il "pallone da spiaggia" si schiude e ne esce un draghetto che a causa dell'imprinting crede che Ollie sia suo padre. Ollie chiama il drago Dexter, come il suo bisnonno. Più tardi quel giorno Host e un papero di nome Wammes Waddle, appena assunto come cameriere per la festa, tentano di fare un bagno a Dexter, ma poiché i draghi odiano i bagni, Dexter reagisce diventando enorme e aggressivo. Quando Host cerca di spiegarlo a Ollie quest'ultimo va ad indagare ma quando raggiunge il bagno, Dexter è tornato alle dimensioni normali. Ollie crede quindi che Host e Wammes abbiano esagerato e che Dexter sia un bambino innocuo. Prima che inizi la festa, Ollie mette Dexter a letto, ma poco dopo il drago svuota un cuscino e riempie la federa con vari oggetti che trova per il castello, mentre i due banditi rubano furtivamente i beni degli ospiti. Nel frattempo, Kit Cat legge che i draghi possono essere attratti e resi incontrollabili da cibi dolci e oggetti brillanti, così va alla festa e cerca di attirare l'attenzione di Ollie. L'orso non la sente e apre la tenda che nasconde il buffet, rivelando il mostruoso Dexter che assalta il banchetto e deruba gli ospiti di ciò che hanno ancora addosso. Dietro suggerimento di Kit Cat, Ollie rimprovera Dexter facendolo ritornare alle dimensioni normali, e cerca di convincere i suoi ospiti che il drago sia ancora un bambino e abbia solo dei dolori di crescita. Il medico locale dice così a Ollie di portare Dexter da lui il mattino successivo per curarlo.
Il mattino successivo Ollie porta Dexter in clinica, ma i due banditi rapiscono il drago e gli fanno derubare la banca. Quando Ollie arriva per fermare il gigantesco Dexter, quest'ultimo lo afferra e corre sulle colline con lui. Il giorno dopo Ollie si sveglia in una grotta e viene trovato da Kit Cat, che cerca di convincerlo a rimandare Dexter dalla sua stessa razza oltre le Montagne Nebbiose, ma Ollie si rifiuta e Dexter la caccia via. In seguito Ollie, seguendo Dexter che era andato alla ricerca di cibo, viene arrestato per il suo presunto ruolo nella rapina in banca. Il sindaco Dickerdack fa quindi un accordo con Ollie per catturare Dexter e consegnarlo al circo, con la premessa che è per il bene del drago. Quando Dexter irrompe nel carcere cercando di liberare Ollie, l'orso gli dice che non può più essere suo padre, così Dexter torna alle dimensioni che aveva alla nascita e lascia il carcere. Ollie quindi torna a casa e Dexter viene consegnato al circo, che è presentato dai due banditi e da Wammes.
All'inaugurazione del circo, Hiep e Wammes tirano e spingono Dexter nel ring centrale mentre Bul lo provoca frustando il terreno. Ollie arriva al circo e ferma il numero, sparando in aria col suo fucile e spaventando la folla. Questo fa sì che Dexter cresca e diventi aggressivo di nuovo. Il caos risultante distrugge il circo e i banditi cercano di fuggire con la cassa, ma Dexter li ferma e brucia le banconote. Quindi porta nuovamente Ollie sulle colline, ma l'orso gli dice che ormai è cresciuto e deve tornare dalla sua specie oltre le montagne. Dexter sente il richiamo di un altro drago e se ne va salutando Ollie. Quella sera, mentre Ollie cena con i suoi amici, Host brucia il libro che ha dato inizio a tutto e Wammes parte per le montagne alla ricerca di un uovo di drago.